# Орансан (Верхние Пиренеи)
Оранса́н (фр. и окс. Aurensan) — коммуна во Франции, находится в регионе Юг — Пиренеи. Департамент — Верхние Пиренеи. Входит в состав кантона Бордер-сюр-л’Эшес. Округ коммуны — Тарб.
Код INSEE коммуны — 65048.

## География

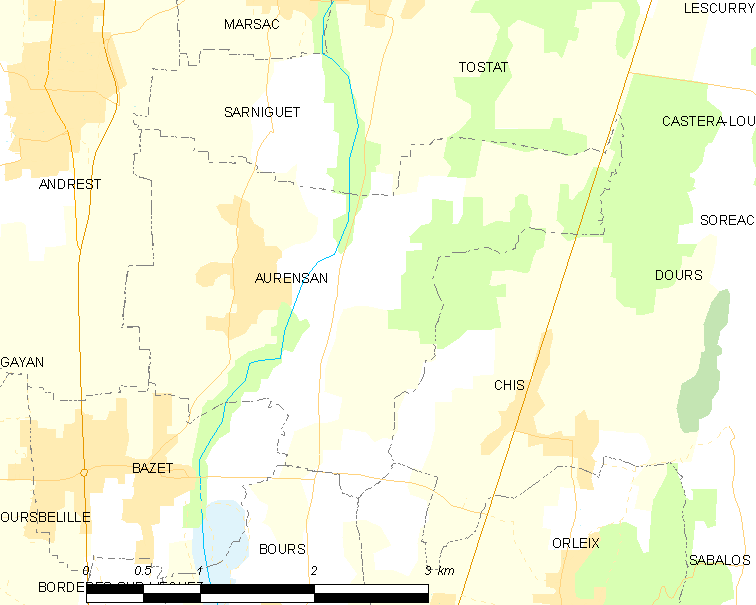
Карта коммуны

Коммуна расположена приблизительно в 650 км к югу от Парижа, в 115 км западнее Тулузы, в 9 км к северу от Тарба.
По территории коммуны протекает река Адур.

## Климат
Климат умеренно-океанический с солнечной тёплой погодой и обильными осадками на протяжении практически всего года.

## Население
Население коммуны на 2010 год составляло 755 человек.
| 1962 | 1968 | 1975 | 1982 | 1990 | 1999 | 2010 |
| ---- | ---- | ---- | ---- | ---- | ---- | ---- |
| 392  | 415  | 502  | 567  | 592  | 660  | 755  |

## Администрация
| Период | Период | Фамилия       | Партия                              | Примечания |
| ------ | ------ | ------------- | ----------------------------------- | ---------- |
| 1989   | 2008   | Пьер Рамонжан | Французская коммунистическая партия |            |
| 2008   | 2020   | Эвелин Рикар  |                                     |            |

## Экономика
В 2010 году среди 491 человека трудоспособного возраста (15-64 лет) 359 были экономически активными, 132 — неактивными (показатель активности — 73,1 %, в 1999 году было 71,1 %). Из 359 активных жителей работали 323 человека (168 мужчин и 155 женщин), безработных было 36 (16 мужчин и 20 женщин). Среди 132 неактивных 44 человека были учениками или студентами, 62 — пенсионерами, 26 были неактивными по другим причинам.